# MRT 2
MRT 2 (mac. MPT 2) – drugi kanał północnomacedońskiej telewizji publicznej (Macedońskie Radio i Telewizja). 
Od 2020 kanał nadaje głównie w języku albańskim. Wszystkie inne programy w językach mniejszości narodowych nadawane są na kanale MRT 4.